# Kopalina główna
Kopalina główna – kopalina wyróżniająca się spośród innych współwystępujących kopalin wartością ekonomiczną lub użytkową. Jest to najcenniejsza kopalina w złożach wielosurowcowych, wraz z którą w złożu występuje kopalina towarzysząca.
Pojęcie to nie zostało zdefiniowane w przepisach prawa.
Kopalina główna wyznacza właściwość organu koncesyjnego, tj. organu właściwego w sprawie wydania koncesji na poszukiwanie lub rozpoznawanie złóż kopalin objętych własnością górniczą lub koncesji na wydobywanie kopalin ze złóż.